# Асак
Асак (фр. Assac) насеље је и општина у јужној Француској у региону Миди Пирене, у департману Тарн која припада префектури Алби.
По подацима из 2011. године у општини је живело 155 становника, а густина насељености је износила 10,29 становника/km². Општина се простире на површини од 15,06 km². Налази се на средњој надморској висини од 451 метар (максималној 525 m, а минималној 200 m).

## Демографија
| 1962. | 1968. | 1975. | 1982. | 1990. | 1999. | 2011. |
| ----- | ----- | ----- | ----- | ----- | ----- | ----- |
| 198   | 235   | 194   | 193   | 161   | 154   | 155   |

График промене броја становника у току последњих година